# David Malet Armstrong
David Malet Armstrong (Melbourne, 8 luglio 1926 – Sydney, 13 maggio 2014) è stato un filosofo australiano.
Molto noto per il suo lavoro sulla metafisica e la filosofia della mente, fu un difensore dell'ontologia fattualista: quest'ultima consiste in una teoria funzionalista della mente, una epistemologia esternalista nonché una concezione modalista delle leggi di Natura. Nel 2008 venne eletto membro onorario straniero dell'American Academy of Arts and Sciences.

## Traduzioni italiane
- D. M. Armstrong, Ritorno alla metafisica. Universali-Leggi-Stati di fatto-Verità, Testo inglese a fronte, Milano, Bompiani, 2012.
- D. M. Armstrong, Che cos'è la metafisica, Roma, Carocci 2016.

## Testi su Armstrong
- F.F. Calemi, Le radici dell'essere. Metafisica e metaontologia in David Malet Armstrong, Roma, Armando Editore, 2013.